# Liste der Kulturgüter in Hohenrain
Die Liste der Kulturgüter in Hohenrain enthält alle Objekte in der Gemeinde Hohenrain im Kanton Luzern, die gemäss der Haager Konvention zum Schutz von Kulturgut bei bewaffneten Konflikten, dem Bundesgesetz vom 20. Juni 2014 über den Schutz der Kulturgüter bei bewaffneten Konflikten sowie der Verordnung vom 29. Oktober 2014 über den Schutz der Kulturgüter bei bewaffneten Konflikten unter Schutz stehen.
Objekte der Kategorien A und B sind vollständig in der Liste enthalten, Objekte der Kategorie C fehlen zurzeit (Stand: 1. Januar 2023). Unter übrige Baudenkmäler sind zusätzliche Objekte zu finden, die im kantonalen Denkmalverzeichnis verzeichnet und nicht bereits in der Liste der Kulturgüter enthalten sind.

## Kulturgüter
| Foto | | Objekt                                                                              | Kat. | Typ | Standort                                  | Beschreibung |
| ---- | --- | ----------------------------------------------------------------------------------- | ---- | --- | ----------------------------------------- | --- |
| ja   | Datei hochladen · Wikidata zu Ehemalige Johanniterkomturei (Q29522154)                                          | Ehemalige Johanniterkomturei KGS-Nr.: 03695                                         | A    | G   | Dorfstrasse 11–11.4 666693 / 225759       | |
| ja   | Datei hochladen · Wikidata zu Mittelalterliche Burgruine Nünegg (Q56526644)                                     | Mittelalterliche Burgruine Nünegg KGS-Nr.: 03715                                    | A    | F   | Lieli, Burghof 665550 / 229023            | |
| ja   | Datei hochladen · Wikidata zu Baldegg, neolithische/bonzezeitliche Seeufersiedlung (Q29522129)                  | Baldeggersee, neolithisch-bronzezeitliche Pfahlbausiedlungen KGS-Nr.: 16548         | A    | F   | Baldeggersee 662415 / 227690              | Objekt liegt auf dem Gemeindegebiet von Hohenrain, Hitzkirch (KGS-Nr. 16547), Hochdorf (KGS-Nr. 9587) und Römerswil (KGS-Nr. 16550). |
| BW   | Datei hochladen · Wikidata zu Latènezeitliches Gräberfeld in Hiltifeld (Q120197480)                             | Hiltifeld, latènezeitliches Gräberfeld KGS-Nr.: 16551                               | A    | F   | 667746 / 226007                           | |
| BW   | Datei hochladen · Wikidata zu Römischer Gutshof Ottenhusen (Q29522166)                                          | Römischer Gutshof Ottenhusen KGS-Nr.: 03696                                         | B    | F   | Ottenhusen 667900 / 224300                | |
| BW   | Datei hochladen · Wikidata zu Bauernhaus Geisshüsler (Q29785581)                                                | Bauernhaus Geisshüsler KGS-Nr.: 03697                                               | B    | G   | Ferren, Hochdorfstrasse 2 664358 / 227028 | |
| BW   | Datei hochladen · Wikidata zu Haus Ratsherr Joseph Leu (Q29785583)                                              | Haus Ratsherr Joseph Leu KGS-Nr.: 03698                                             | B    | G   | Unterebersol 2 666051 / 224796            | |
| BW   | Datei hochladen · Wikidata zu Haus Leu (Q29785585)                                                              | Haus Leu KGS-Nr.: 03699                                                             | B    | G   | Ottenhusen, Schlössli 1 667450 / 224330   | |
| BW   | Datei hochladen · Wikidata zu Römischer Gutshof Murächer (Q120199202)                                           | Römischer Gutshof Murächer KGS-Nr.: 17147                                           | B    | F   | Murächer 664340 / 226662                  | |
| BW   | Datei hochladen · Wikidata zu Römischer Gutshof und frühmittelalterliche Gräber Weidli / Leinacker (Q120200398) | Römischer Gutshof und frühmittelalterliche Gräber Weidli / Leinacker KGS-Nr.: 17148 | B    | F   | Weidli / Leinacker 664467 / 227345        | |
| BW   | Datei hochladen · Wikidata zu Römischer Gutshof und frühmittelalterliche Gräber Höchi (Q120200793)              | Römischer Gutshof und frühmittelalterliche Gräber Höchi KGS-Nr.: 17149              | B    | F   | Höchi 664825 / 227722                     | |

## Übrige Baudenkmäler
| ID   | Foto |                                                                     | Objekt                                        | Typ | Standort                                         | Beschreibung |
| ---- | ---- | ------------------------------------------------------------------- | --------------------------------------------- | --- | ------------------------------------------------ | ------------ |
| 18   | BW   | Datei hochladen                                                     | Bauernhaus Waldispühl mit Wasch- und Dörrhaus | G   | Kleinwangen, Waldispühl 3, 4 665382 / 226474     |              |
| 19a  | BW   | Datei hochladen                                                     | Speicher bei der Kapelle St. Wendelin         | G   | Lieli, Dorfstrasse 14.1 665042 / 228932          |              |
| 39   | BW   | Datei hochladen                                                     | Kapelle St. Wendelin                          | G   | Lieli, Schulhausstrasse 1.1 665016 / 228922      |              |
| 48   | ja   | Datei hochladen · Wikidata zu Pfarrkirche St. Georg (Q120175006)    | Pfarrkirche St. Georg                         | G   | Kleinwangen, Hauptstrasse 31.4 664872 / 227462   |              |
| 55   | BW   | Datei hochladen                                                     | Haus Rogger                                   | G   | Kleinwangen, Helgenbühlstrasse 3 664891 / 227557 |              |
| 91   | ja   | Datei hochladen · Wikidata zu Kapelle Maria zum Schnee (Q120200875) | Kapelle Maria zum Schnee                      | G   | Kleinwangen, Ibenmoos 3.5 666136 / 228133        |              |
| 186  | BW   | Datei hochladen                                                     | Wegkreuz                                      | K   | Ottenhusen 667410 / 224149                       |              |
| 203  | BW   | Datei hochladen                                                     | Wohnhaus Winiger                              | G   | Ballwil, Ottenhusen 1 667243 / 223978            |              |
| 214  | BW   | Datei hochladen                                                     | Kapelle St. Johannes der Täufer               | G   | Ballwil, Sinserstrasse 1a.1 667175 / 224347      |              |
| 231b | BW   | Datei hochladen                                                     | Speicher Elmiger                              | G   | Unterebersol 6.8 666085 / 224678                 |              |
| 235  | BW   | Datei hochladen                                                     | Haus Leu-Scherer                              | G   | Unterebersol 10 665939 / 224661                  |              |
| 235b | BW   | Datei hochladen                                                     | Speicher Leu-Scherer                          | G   | Unterebersol 10.1 665960 / 224681                |              |

Legende: Siehe Legende der Liste der Kulturgüter von nationaler und regionaler Bedeutung. Anstelle der KGS-Nummer wird als Objekt-Identifikator (ID) die Gebäudenummer im kantonalen Denkmalverzeichnis verwendet.